# لغات إيرانية
اللغات الإيرانية هي فرع من اللغات الهندية الأوروبية. تتكلم اللغات الإيرانية بشكل رئيسي من قبل الشعوب الإيرانية. وتعتبر أفيستان من أقدم اللغات الإيرانية المسجلة.
يقدر عدد متحدثي اللغات الإيرانية اليوم بحوالي 150 - 200 مليون نسمة. وتم إحصاء 87 لغة مختلفة تتبع اللغات الإيرانية في عام 2005 أكبرها انتشاراً هو اللغة الفارسية (حوالي 80 مليون متكلم) ثم الكردية (حوالي 35 مليون) ثم البشتونية (حوالي 35 مليون) ثم البلوشية (حوالي 7 ملايين) ثم المازندرانية (حوالی 4 ملايين).